# Fuckin' Problems
Singles de ASAP Rocky
Cockiness (Love It)
(2012) Wild for the Night
(2013)
Singles par 2 Chainz
Bandz A Make Her Dance
(2012) I'm Different
(2012)
Singles par Drake
Enough Said
(2012) Poetic Justice
(2012)
Singles par Kendrick Lamar
Swimming Pools (Drank)
(2012) Poetic Justice
(2012)
Fuckin' Problems est une chanson du rappeur américain ASAP Rocky, en collaboration avec les artistes américains de hip-hop Drake, 2 Chainz et Kendrick Lamar. Le single sort le 24 octobre 2012 sous les labels américain Polo Grounds et RCA Records. 2e single extrait du premier album studio d'ASAP Rocky, Long. Live. ASAP (2012), la chanson est produite par Noah "40" Shebib et par Drake sous le pseudo « C. Papi ». Le magazine américain Complex classe Fuckin' Problems, à la 21e place des 50 meilleures chanson de l'année 2012.

## Classement par pays
| Classement (2012)              | Meilleure position |
| ------------------------------ | ------------------ |
| Allemagne (Media Control AG)   | 97                 |
| Canada (Hot 100)               | 79                 |
| États-Unis (Hot 100)           | 8                  |
| États-Unis (R&B/Hip-Hop Songs) | 4                  |
| États-Unis (Rap Songs)         | 3                  |
| France (SNEP)                  | 30                 |
| Royaume-Uni (UK Singles Chart) | 91                 |
| Royaume-Uni (UK R&B Chart)     | 10                 |

### Certifications
| Pays      | Organisme | Certification | Vente  |
| --------- | --------- | ------------- | ------ |
| Australie | ARIA      | Or            | 35 000 |
| Danemark  | IFPI      | Or            | 15 000 |

|}

## Historique de sortie
| Pays       | Date             | Format                 | Label       |
| ---------- | ---------------- | ---------------------- | ----------- |
| États-Unis | 24 octobre 2012  | Téléchargement digital | RCA Records |
| États-Unis | 27 novembre 2012 | Diffusion radio        | RCA Records |